# Lustenau
Lustenau ([ˈluːstənaʊ]; tiếng Đức Alemanni: Luschnou) là một thị trấn thuộc bang cực tây của Áo – Vorarlberg, trong huyện Dornbirn. Thị trấn nằm bên sông Rhine, vốn là biên giới với Thụy Sĩ. Lustenau là thị trấn lớn thứ tư của Vorarlberg.  

## Địa lý
Lustenau nằm ở bờ đông của thung lũng sông Rhine thuộc dãy Anpơ, trong vùng hạ lưu thung lũng Rhine Vorarlberg, tạo thành ranh giới với bang Sankt Gallen (Thụy Sĩ). Độ cao trung bình 404 m so với mực nước biển. Do nằm ở đáy thung lũng Rhine, thị trấn không có đồi hay núi.  
Phía tây Lustenau giáp sông Rhine, phía đông bắc giáp sông Dornbirner Ach. Diện tích lãnh thổ trải dài khoảng 8,5 km theo hướng bắc–nam và khoảng 4 km theo hướng đông–tây.  
Bốn cây cầu nối Lustenau với Thụy Sĩ. Đô thị được chia thành bốn giáo xứ mà người dân địa phương thường nhắc đến: Rotkreuz, Rheindorf, Kirchdorf và Hasenfeld.  
Do quảng trường nhà thờ ở Lustenau được sơn màu xanh, trung tâm làng được gọi là "Quảng trường Xanh" (tiếng Đức: Blauer Platz).  

## Lịch sử
Tên gọi Lustenau bắt nguồn từ một văn kiện ngày 24 tháng 1 năm 887, do vua Charles Béo nhà Caroling ký, với danh xưng Lustenauua curti regali (nghĩa là "Thị ấp Hoàng gia Lustenau"). Năm 1395, các bá tước Werdenberg cầm cố pháo đài Zwingenstein và Lustenau cho Hiệp sĩ Ems; đến năm 1526, quyền cầm cố được chuyển thành quyền sở hữu vĩnh viễn. Sau khi dòng nam của Gia tộc Hohenems tuyệt tự năm 1759, đã diễn ra một cuộc tranh chấp kéo dài hàng thập kỷ về quyền sở hữu Lustenau giữa Maria Theresa của Áo và người thừa kế Hohenems là Maria Rebekka. Đến năm 1830, Lustenau vẫn là một bá quốc độc lập do Bá tước Waldburg-Zeil-Lustenau-Hohenems cai trị, sau đó mới trở thành một phần của Áo.  
Trong thời kỳ Đệ tam Đế chế Đức, không có bằng chứng về phong trào kháng cự có tổ chức chống lại chủ nghĩa Quốc xã tại Lustenau. Tuy nhiên, nhiều trường hợp phản kháng cá nhân đã được ghi nhận, và những người này bị bắt giữ, đưa vào trại tập trung, thậm chí bị xử tử. Sau Chiến tranh thế giới thứ hai, ngành công nghiệp thêu thùa đã mang lại thời kỳ bùng nổ kinh tế cho Lustenau.

## Dân số
Cuộc điều tra dân số đầu tiên diễn ra năm 1750, ghi nhận 1.073 cư dân. Trong phần lớn lịch sử, Lustenau có tốc độ tăng trưởng dân số cao hơn mức trung bình của Vorarlberg. Đặc biệt, nhờ sự phát triển mạnh mẽ của ngành thêu thùa và việc giải quyết nạn lũ lụt cuối thế kỷ 19, Lustenau thu hút nhiều người nhập cư từ các vùng khác của Vorarlberg, phần còn lại của Áo và miền nam nước Đức. Làn sóng nhập cư thứ hai diễn ra trong thập niên 1950–1960, do sự bùng nổ kinh tế hậu Thế chiến II.

### Đặc điểm đặc thù
Do vị thế chính trị đặc biệt với tư cách là "Thị ấp Hoàng gia", Lustenau bị cô lập với khu vực xung quanh trong nhiều thế kỷ. Mãi đến năm 1837, đàn ông ngoại tộc mới được chấp nhận là công dân. Vì vậy, nơi đây đã hình thành và lưu giữ được một thổ ngữ riêng biệt, khác biệt rõ rệt với các phương ngữ Alemanni khác trong vùng.
Một hệ quả khác của việc độc lập trong nhiều thế kỷ là sự thống trị của một số ít họ như "Hämmerle", "Grabherr" và "Bösch". Trong 1.998 cư dân được thống kê năm 1806, chỉ có 19 họ, và đến năm 1950, 60% dân số vẫn mang những họ này. Vì vậy, việc dùng tên nhà (Hausname) từ thế kỷ 17 đến cuối thế kỷ 20 còn phổ biến ở Lustenau hơn cả phần còn lại của Vorarlberg.
Thị trấn từng là trung tâm lớn của ngành thêu thùa, nay là trung tâm phát triển công nghệ mới.  

## Sự kiện thường niên
Mỗi mùa hè, trong hơn 30 năm qua, hiệp hội văn hóa và thanh niên "Szene Lustenau" tổ chức một lễ hội ngoài trời bên bờ sông Rhine, mang tên Szene Openair – lễ hội lớn nhất ở Tây Áo. Sự kiện này quy tụ các nghệ sĩ quốc tế, ban nhạc địa phương và thu hút hơn 10.000 khách tham quan từ khắp Áo, Đức, Thụy Sĩ và Liechtenstein. Hơn 450 tình nguyện viên tham gia phục vụ cho lễ hội.
Kilbi, hội chợ giáo xứ của nhà thờ Thánh Phêrô và Phaolô, là hội chợ lớn nhất Vorarlberg. Hằng năm vào Chủ nhật thứ hai của tháng 10, khoảng 160 gian hàng bày bán hàng hóa tại quảng trường nhà thờ. Một công viên giải trí tạm thời được dựng lên tại quảng trường làng với tàu lượn, đu quay, bắn súng và nhiều trò khác. Vào thứ Bảy trước ngày Kilbi, có một buổi tiệc được tổ chức gọi là "Kilbifest".

## Giao thông
Ga Lustenau nằm trên tuyến St. Margrethen–Lauterach nối giữa St. Margrethen (Thụy Sĩ) và Bregenz. Ga được phục vụ bởi các tuyến S3 và R5 của S-Bahn Vorarlberg.  
Lustenau cũng là nơi đặt trụ sở của Đường sắt quốc tế điều tiết sông Rhine, một tuyến đường sắt công nghiệp lịch sử từng được dùng để xây dựng đê điều và kéo dài sông Rhine ra tới Hồ Constance.  

## Thể thao
Lustenau có truyền thống thể thao lâu đời và thành công. Hai câu lạc bộ bóng đá của thị trấn, SC Austria Lustenau và FC Lustenau, thi đấu tại các giải bóng đá hàng đầu Áo. Vận động viên trượt tuyết nổi tiếng Marc Girardelli sinh ra tại Lustenau. Đội khúc côn cầu trên băng EHC Lustenau cũng góp mặt ở Giải khúc côn cầu quốc gia Áo. FC Lustenau 07 và SC Austria Lustenau từng nhiều lần chơi ở Bundesliga Áo.  
Ngoài ra, Lustenau còn có hai câu lạc bộ điền kinh và thể dục dụng cụ mạnh: TS (Turnerschaft) Lustenau và TS (Turnerschaft) Jahn Lustenau. Cả hai đều đạt thành tích cao ở trong và ngoài nước. Họ cũng trụ vững trước sự thống trị của bóng đá, dù điều này từng dẫn đến việc phá bỏ hoàn toàn đường chạy điền kinh tại sân Reichshofstadion vào năm 1998.  

## Nhân vật nổi bật

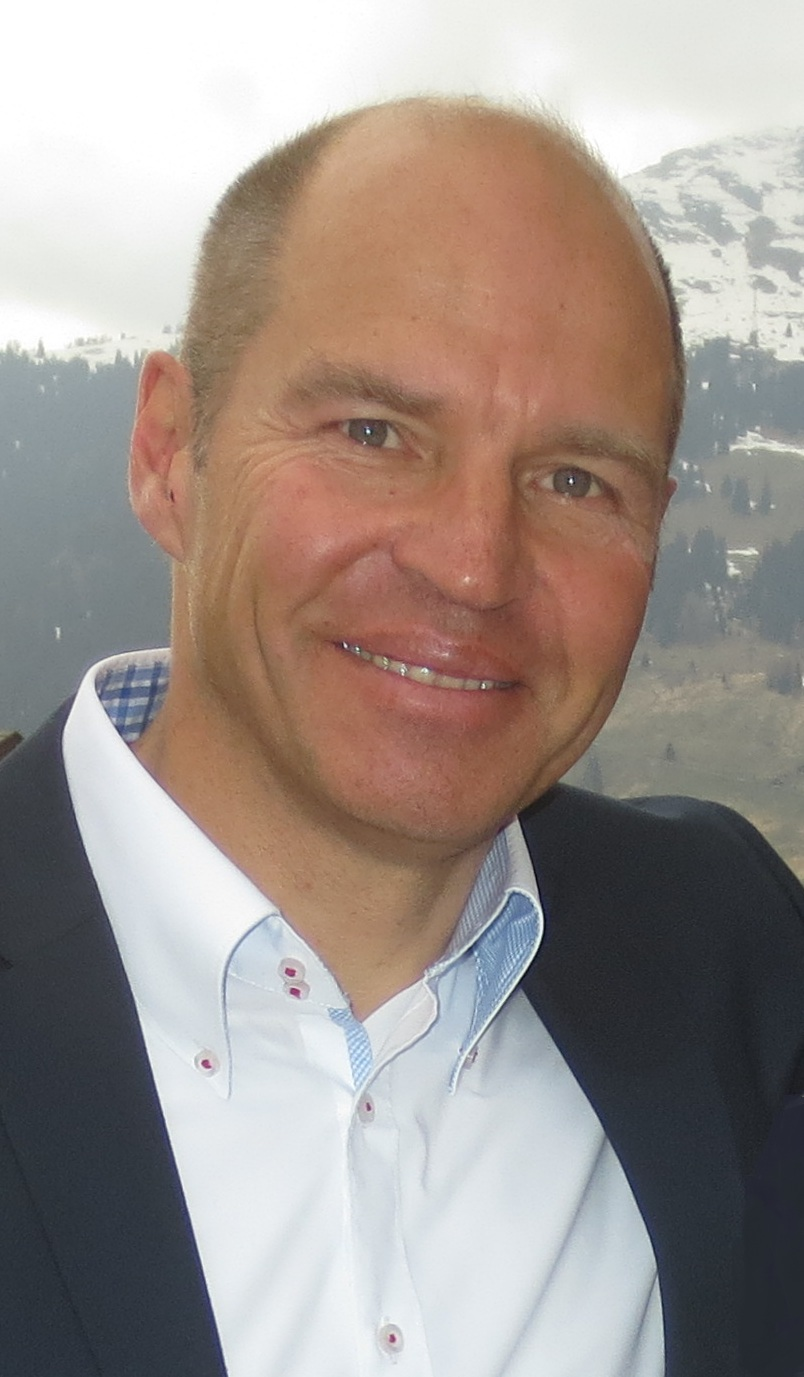
Marc Girardelli, 2014

- Stephanie Hollenstein (1886–1944), họa sĩ Áo theo trường phái Biểu hiện, chuyên vẽ phong cảnh và tĩnh vật
- Fredmund Malik (sinh 1944), nhà kinh tế học, Lãnh sự danh dự của Áo tại Thụy Sĩ

### Thể thao
- Manfred Schurti (sinh 1941), tay đua xe du lịch và xe nguyên mẫu đến từ Liechtenstein
- Marc Girardelli (sinh 1963), vận động viên trượt tuyết, 2 lần giành huy chương bạc tại Thế vận hội Mùa đông 1992
- Markus Peintner (sinh 1980), vận động viên khúc côn cầu trên băng
- René Swette (sinh 1988), vận động viên khúc côn cầu trên băng
- Barbara Gasser (sinh 1989), vận động viên thể dục dụng cụ, lớn lên tại Lustenau
- Pius Grabher (sinh 1993), cầu thủ bóng đá Áo, đã thi đấu hơn 260 trận